# Treball digne
El treball digne, treball decent, ocupació decent o ocupació digna és el que es realitza respectant als principis i drets laborals fonamentals, permet un ingrés just i proporcional a l'esforç realitzat, sense discriminació de qualsevol classe; es duu a terme amb protecció social i inclou el diàleg social.
El treball digne dignifica a la persona treballadora i li permet desenvolupar les seves capacitats.
Segons l'Organització Internacional del Treball «El treball decent és essencial per al benestar de les persones. A més de generar un ingrés, facilita el progrés social i econòmic, i enforteix a les persones, a les seves famílies i comunitats.»
Dins dels 17 Objectius de Desenvolupament Sostenible, el 8 és «Promoure el creixement econòmic sostingut, inclusiu i sostenible, l'ocupació plena i productiva i el treball digne per a tothom».
La desocupació mundial va augmentar de 170 milions el 2007 a gairebé 202 milions el 2012; al voltant de 75 milions eren dones i homes joves. A Mèxic, 6 de cada 10 persones no comptaven amb seguretat social (56.6 % CONEVAL. 2015)
A escala mundial, el nombre d'ocupacions necessàries entre 2016 i 2030, simplement perquè les persones que accedeixen al mercat de treball mantinguin el ritme de creixement de la població mundial en edat laboral, ascendeix a 470 milions. Aquesta xifra representa uns 30 milions d'ocupacions a l'any.

## Conceptes
| «                                         | El treball digne sintetitza les aspiracions de les persones durant la seva vida laboral. Significa l'oportunitat d'accedir a una ocupació productiva que generi un ingrés just, la seguretat en el lloc de treball i la protecció social per a les famílies, millors perspectives de desenvolupament personal i integració social, llibertat perquè els individus expressin les seves opinions, s'organitzin i participin en les decisions que afecten les seves vides, i la igualtat d'oportunitats i tracte per a tots, tant per a homes com a dones. | » |
| — International Labour Organization (ILO) | |   |

Durant la dècada dels noranta (segle XX) i la primera del segle XXI, bona part de les economies europees, empeses pel canvi tecnològic, van experimentar una profunda reestructuració. La globalització i la irrupció de la societat de la informació, amb les tecnologies de la informació, van accelerar la terciarització de l'economia. Això va desencadenar una reassignació de recursos productius del sector industrial al de serveis. No hi ha bases per afirmar que aquest canvi tecnològic incrementi la desocupació. Però els coneixements de moltes persones treballadores van quedar obsolets i es van fer necessàries noves habilitats.
Estem davant una nova modernitat (Beck, 2006). Una societat construïda entorn d'un ordre posttradicional, on l'individu es veu sotmès a la influència d'un entorn cada vegada més ampli, global, subjecte a les conseqüències d'esdeveniments i influències remotes, que l'afecten com si fossin molt properes. El treballador es torna mòbil, es desvincula dels horitzons més propers (malgrat que encara mantingui vincles poderosos amb instàncies, locals, familiars o comunals), es desconnecta d'una geografia coneguda i de l'experiència de generacions anteriors. La societat -i per descomptat el mercat de treball- s'individualitza.
Els treballadors han d'acceptar la mobilitat geogràfica i funcional com mai abans ho havien fet. L'organització flexible de la producció els força a un canvi continu i a la necessitat d'assumir riscos. Passem de la societat del treball a la societat del risc, on es referma el que és precari, individual i imprecís. La diferència entre societat industrial i del risc radica que hem canviat la lògica de producció i distribució de riquesa, per la lògica de producció i distribució de risc, considerat aquest últim com el conjunt d'amenaces futures que depèn de les decisions preses a cada moment present. Decisions que són cada vegada més difícils, més complexes i requereixen més reflexió, informació especialitzada i sovint, suport professional (Beck, 2007).
La individualització i flexibilitat del mercat de treball s'estenen fruit de la fi de la societat industrial que vam conèixer després de la Segona Guerra Mundial. L'individu que abans s'estructurava socialment per la seva professió, classe i capacitat de consum, es veu ara alliberat, però alhora obligat a triar tot, a construir la seva pròpia biografia en una espècie de bricolatge que acobla identitat, carrera professional i caràcter.
El treballador, recolzat només en la seva qualificació, ha de prendre decisions que li permetin adaptar-se a un futur incert. Ho haurà de fer de forma responsable i autònoma, però necessitarà orientació, informació i ajuda experta. És aquest un dels símptomes més clars d'una societat incerta, flexible i individualitzada. Referent a això, una proposta nova és la coneguda com a mercats de treball transicionals: un nou enfocament que ofereix eines per a la gestió del risc al llarg de la vida del treballador. Podem definir els mercats de treball transicionals com aquells que permeten i promouen la mobilitat del treballador al llarg de diferents situacions laborals, entre les quals figuren transicions entre ocupació i desocupació, diferents empreses, ocupacions, tipus de contracte, treball remunerat o voluntari. Es tracta d'una visió del mercat en termes de fluxos i no d'estocs, que canvia radicalment la concepció de les polítiques de l'estat de benestar i per descomptat les polítiques d'ocupació, que ja no podran concebre's com a programes sinó com a acompanyaments. (Mercader, 2009)

## Origen
El concepte de "treball digne" va ser encunyat per Juan Somavía, en el seu primer informe com a director general de l'Organització Internacional del Treball (OIT) en 1999.
El terme va ser introduït com a resposta a la deterioració dels drets dels treballadors que es va registrar mundialment durant la dècada de 1990, a conseqüència del procés de globalització i la necessitat d'atendre la dimensió social de la globalització.

## Pràctiques contràries al treball decent
Són situacions contràries al treball decent:
- El treball forçós (esclavitud)[10]
- El treball infantil
- L'economia informal
- L'assetjament laboral
- Impedir o dificultar la sindicació dels treballadors o l'actuació dels sindicats[11]
- L'absència de contractes laborals escrits
- Els contractes laborals incomprensibles, redactats en un idioma que el treballador no parla o que remetin a tribunals fora de l'abast del treballador[12]
- L'explotació laboral en totes les seves formes:

- No respectar els períodes de descans estipulats
- Tenir un contracte per executar unes tasques i realment fer altres de rang superior
- Fer treballar a temps complet a qui està contractat a temps parcial
- Condicions laborals insalubres
- Tenir contractats com a treballadors autònoms als qui en realitat són assalariats
- Impagament del salari o de les hores extra, o retard en el seu abonament
- Encadenar contractes temporals per a un lloc de treball que realment és fix

## Mesures per fomentar el treball decent
1. Promulgar una legislació laboral que prohibeixi les pràctiques contràries al treball decent
2. Fer-la complir mitjançant inspeccions i sancions suficientment freqüents i esteses i de suficient poder coercitiu[14]
3. Mecanismes per rebre denúncies anònimes de treballadors i comprovar-les mitjançant aquestes inspeccions

## Exemples

### Tailàndia
Des de 2011, els treballadors a domicili de Tailàndia estan protegits per la Llei de Protecció de Treballadors a domicili i per una política de protecció Social.